# Verônica Almeida
Verônica Mauadie de Almeida (Salvador, 15 de maio de 1975) é uma nadadora paralímpica brasileira. Tem a mobilidade reduzida pela Síndrome de Ehlers-Danlos.
Recebeu a medalha de bronze nos Jogos Paralímpicos de Pequim em 2008, nos 50 metros borboleta classe S7.